# Wat Aranyik (Phitsanulok)

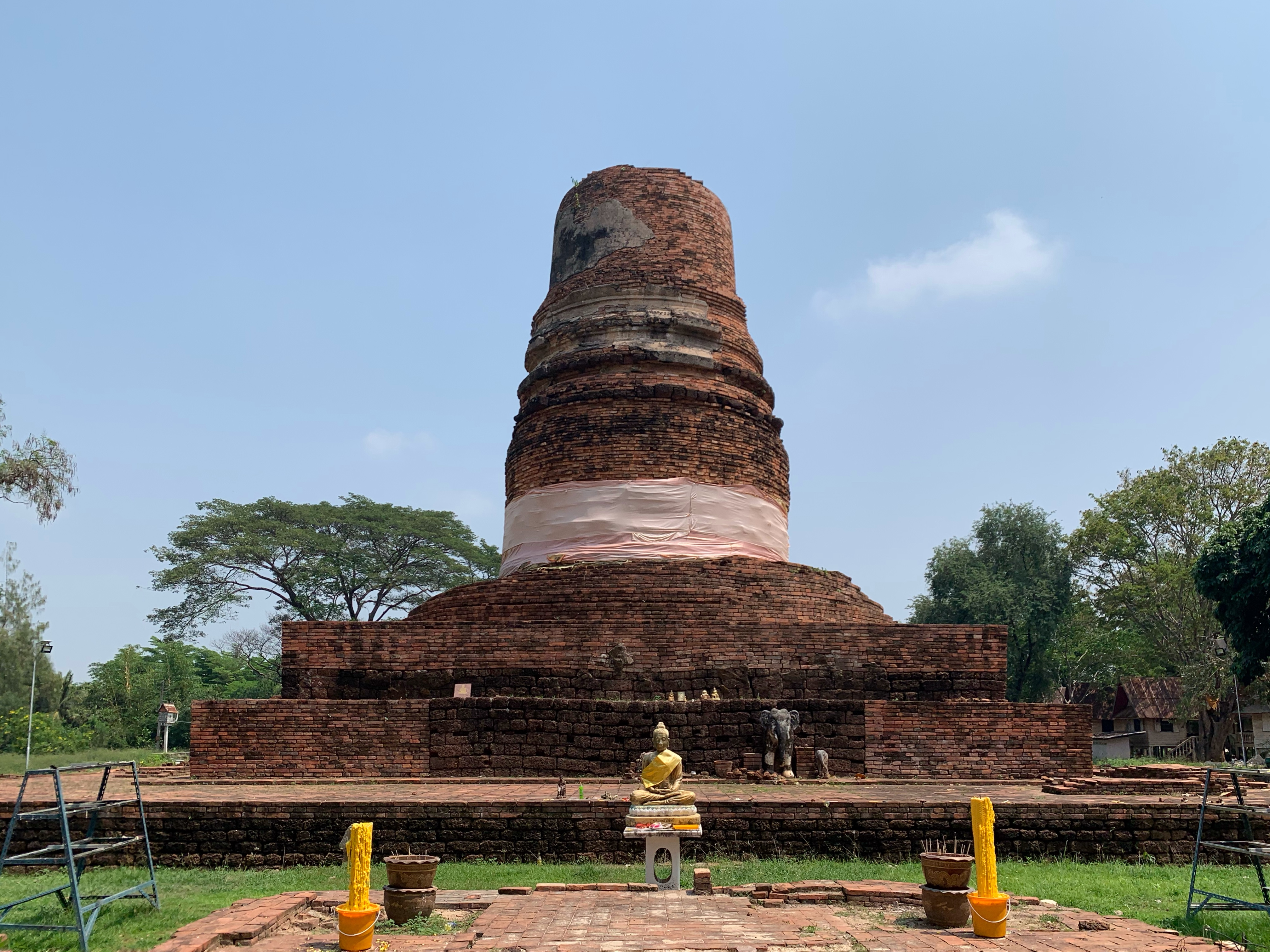
Der historische Chedi

Der Wat Aranyik (Thai: วัดอรัญญิก, etwa: Kloster der Waldmönche) ist eine buddhistische Tempelanlage (Wat) in der Stadt Phitsanulok in Nord-Thailand. 

## Lage
Wat Aranyik liegt nicht weit entfernt vom Ufer des Mae Nam Nan (Nan-Fluss) an der Phaya-Suea-Straße, etwa einen Kilometer von der Stadtbefestigung entfernt. In der Nähe befindet sich der Naresuan-Schrein zu Ehren von König Naresuan.

## Baugeschichte
Der Wat Aranyik wurde während der Zeit des Königreichs Sukhothai erbaut. Aus dieser Zeit sind aber nur noch Fundamente zu sehen. Daneben wurde ein modernes Kloster errichtet. Die Anlage des alten Tempels ist heute noch zu sehen, obwohl nur noch die Grundmauern sichtbar sind. Ein historischer Chedi steht noch, zusammen mit einigen Buddha-Statuen.

## Sehenswürdigkeiten

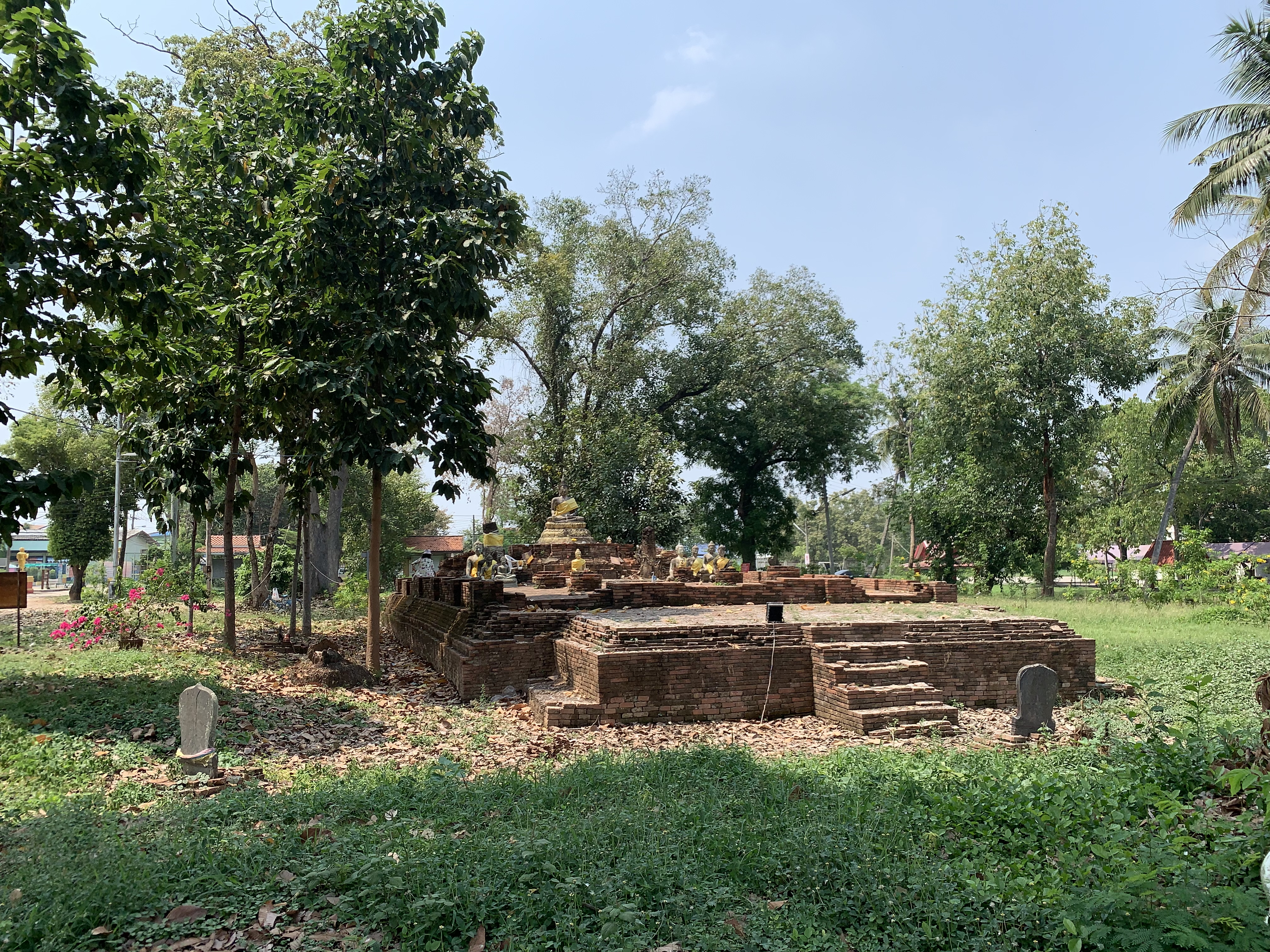
Der Ubosot des Wat Aranyik

Das Gelände des alten Tempels ist von einem rechteckigen, 147 Meter × 210 Meter großen Wassergraben umgeben. Im Zentrum stehen die Überreste einer alten Chedi im Sri-Lanka-Stil, die aus der späten Sukhothai-Zeit stammt. Der Sockel ist quadratisch mit einer Kantenlänge von 14,8 Metern. Um ihn herum standen ursprünglich die vorderen Hälften von 68 Elefanten-Statuen, von denen nur einige die Zeit überdauert haben. Östlich von der Chedi ist der Grundriss von acht Wihan zu sehen, die durch eine Galerie (Phra Rabieng) verbunden waren. Westlich der Chedi stand ein Ubosot, dessen schlichte Bai Sema zum Teil erhalten sind. Vom Ubosot steht noch sein Sockel, auf dem sich heute eine Buddha-Statue aus Sandstein sowie einige Statuen aus neuerer Zeit befinden. Ebenfalls westlich der Chedi sind die Ruinen von zwei Mondop zu sehen.